# Перейра, Луис Эдмундо
Луи́с Эдму́ндо Пере́йра (порт. Luís Edmundo Pereira); (21 июня, 1949, Жуазейру, Бразилия) — бразильский футболист, центральный защитник, и футбольный тренер. Играл за множество команд, но самыми лучшими периодами его карьеры стали игра за «Палмейрас» с 1968 по 1974 и с 1981 по 1984, за который он провёл 562 игры и забил 34 гола, а также игра за мадридский «Атлетико» с 1974 по 1980 — 171 игра и 17 голов. Он был на чемпионате мира 1974 года и играл во всех матчах, кроме матча за 3-е место из-за красной карточки, полученной в матче с командой Нилерландов.

## Карьера

### В сборной
В сборной Бразилии Луис Перейра дебютировал 6 июня 1973 года в товарищеском матче со сборной Туниса, завершившимся со счётом 4:1. В составе сборной Луис Перейра принял участие в чемпионате мира 1974 года и Кубке Америки 1975 года. Своё последнее выступление за сборную Луис Перейра провёл в отборочном матче чемпионата мира 1978 года против сборной Боливии 14 июля 1977 года, тот матч завершился победой бразильцев со счётом 8:0. Всего же за сборную Луис Перейра сыграл 32 официальных матча. Также Луис Перейра сыграл за сборную 5 неофициальных матчей в которых забил 1 гол.
| Матчи и голы Луиса Перейры за сборную Бразилии | Матчи и голы Луиса Перейры за сборную Бразилии | Матчи и голы Луиса Перейры за сборную Бразилии | Матчи и голы Луиса Перейры за сборную Бразилии | Матчи и голы Луиса Перейры за сборную Бразилии | Матчи и голы Луиса Перейры за сборную Бразилии | Матчи и голы Луиса Перейры за сборную Бразилии |
| ---------------------------------------------- | ---------------------------------------------- | ---------------------------------------------- | ---------------------------------------------- | ---------------------------------------------- | ---------------------------------------------- | ---------------------------------------------- |
| №                                              | Дата                                           | Соперник                                       | Счёт                                           | Голы                                           | Турнир                                         |                                                |
| 1                                              | 6 июня 1973                                    | Тунис                                          | 4:1                                            | -                                              | Товарищеский матч                              |                                                |
| 2                                              | 9 июня 1973                                    | Италия                                         | 0:2                                            | -                                              | Товарищеский матч                              |                                                |
| 3                                              | 13 июня 1973                                   | Австрия                                        | 1:1                                            | -                                              | Товарищеский матч                              |                                                |
| 4                                              | 16 июня 1973                                   | ФРГ                                            | 1:0                                            | -                                              | Товарищеский матч                              |                                                |
| 5                                              | 21 июня 1973                                   | СССР                                           | 1:0                                            | -                                              | Товарищеский матч                              |                                                |
| 6                                              | 25 июня 1973                                   | Швеция                                         | 0:1                                            | -                                              | Товарищеский матч                              |                                                |
| 7                                              | 30 июня 1973                                   | Шотландия                                      | 1:0                                            | -                                              | Товарищеский матч                              |                                                |
| 8                                              | 31 марта 1974                                  | Мексика                                        | 1:1                                            | -                                              | Товарищеский матч                              |                                                |
| 9                                              | 7 апреля 1974                                  | Чехословакия                                   | 1:0                                            | -                                              | Товарищеский матч                              |                                                |
| 10                                             | 14 апреля 1974                                 | Болгария                                       | 1:0                                            | -                                              | Товарищеский матч                              |                                                |
| 11                                             | 17 апреля 1974                                 | Румыния                                        | 2:0                                            | -                                              | Товарищеский матч                              |                                                |
| 12                                             | 21 апреля 1974                                 | Гаити                                          | 4:0                                            | -                                              | Товарищеский матч                              |                                                |
| 13                                             | 28 апреля 1974                                 | Греция                                         | 0:0                                            | -                                              | Товарищеский матч                              |                                                |
| 14                                             | 5 мая 1974                                     | Ирландия                                       | 2:1                                            | -                                              | Товарищеский матч                              |                                                |
| 15                                             | 12 мая 1974                                    | Парагвай                                       | 2:0                                            | -                                              | Товарищеский матч                              |                                                |
| 16                                             | 13 июня 1974                                   | Югославия                                      | 0:0                                            | -                                              | Чемпионат мира 1974                            |                                                |
| 17                                             | 18 июня 1974                                   | Шотландии                                      | 0:0                                            | -                                              | Чемпионат мира 1974                            |                                                |
| 18                                             | 22 июня 1974                                   | Заир                                           | 3:0                                            | -                                              | Чемпионат мира 1974                            |                                                |
| 19                                             | 26 июня 1974                                   | ГДР                                            | 1:0                                            | -                                              | Чемпионат мира 1974                            |                                                |
| 20                                             | 30 июня 1974                                   | Аргентина                                      | 2:1                                            | -                                              | Чемпионат мира 1974                            |                                                |
| 21                                             | 3 июля 1974                                    | Нидерланды                                     | 0:2                                            | -                                              | Чемпионат мира 1974                            |                                                |
| 22                                             | 13 августа 1975                                | Венесуэла                                      | 6:0                                            | -                                              | Кубок Америки 1975                             |                                                |
| 23                                             | 16 августа 1975                                | Аргентина                                      | 1:0                                            | -                                              | Кубок Америки 1975                             |                                                |
| 24                                             | 9 марта 1977                                   | Колумбия                                       | 6:0                                            | -                                              | Отборочный матч к ЧМ 1978                      |                                                |
| 25                                             | 13 марта 1977                                  | Парагвай                                       | 1:0                                            | -                                              | Отборочный матч к ЧМ 1978                      |                                                |
| 26                                             | 12 июня 1977                                   | ФРГ                                            | 1:1                                            | -                                              | Товарищеский матч                              |                                                |
| 27                                             | 19 июня 1977                                   | Польша                                         | 3:1                                            | -                                              | Товарищеский матч                              |                                                |
| 28                                             | 23 июня 1977                                   | Шотландия                                      | 2:0                                            | -                                              | Товарищеский матч                              |                                                |
| 29                                             | 26 июня 1977                                   | Югославия                                      | 0:0                                            | -                                              | Товарищеский матч                              |                                                |
| 30                                             | 30 июня 1977                                   | Франция                                        | 2:2                                            | -                                              | Товарищеский матч                              |                                                |
| 31                                             | 10 июля 1977                                   | Перу                                           | 1:0                                            | -                                              | Отборочный матч к ЧМ 1978                      |                                                |
| 32                                             | 14 июля 1977                                   | Боливия                                        | 8:0                                            | -                                              | Отборочный матч к ЧМ 1978                      |                                                |

Итого: 32 матча; 21 победа, 8 ничьих, 3 поражения.
| Неофициальные матчи и голы Луиса Перейры за сборную Бразилии | Неофициальные матчи и голы Луиса Перейры за сборную Бразилии | Неофициальные матчи и голы Луиса Перейры за сборную Бразилии | Неофициальные матчи и голы Луиса Перейры за сборную Бразилии | Неофициальные матчи и голы Луиса Перейры за сборную Бразилии | Неофициальные матчи и голы Луиса Перейры за сборную Бразилии | Неофициальные матчи и голы Луиса Перейры за сборную Бразилии |
| ------------------------------------------------------------ | ------------------------------------------------------------ | ------------------------------------------------------------ | ------------------------------------------------------------ | ------------------------------------------------------------ | ------------------------------------------------------------ | ------------------------------------------------------------ |
| №                                                            | Дата                                                         | Соперник                                                     | Счёт                                                         | Голы                                                         | Турнир                                                       |                                                              |
| 1                                                            | 3 июля 1973                                                  | Объединённая сборная Ирландии                                | 4:3                                                          | -                                                            | Товарищеский матч                                            |                                                              |
| 2                                                            | 19 декабря 1973                                              | Сборная легионеров                                           | 2:1                                                          | 1                                                            | Товарищеский матч                                            |                                                              |
| 3                                                            | 26 мая 1974                                                  | Сборная юго-запада ФРГ                                       | 3:2                                                          | -                                                            | Товарищеский матч                                            |                                                              |
| 4                                                            | 30 мая 1974                                                  | Страсбур                                                     | 1:1                                                          | -                                                            | Товарищеский матч                                            |                                                              |
| 5                                                            | 16 июня 1977                                                 | Сборная штата Сан-Паулу                                      | 1:1                                                          | -                                                            | Товарищеский матч                                            |                                                              |

Итого: 5 матчей / 1 гол; 3 победы, 2 ничьих.

## Достижения

### Командные
«Палмейрас»
- Обладатель Кубка Робертао: 1969
- Чемпион Бразилии (2): 1972, 1973
- Чемпион штата Сан-Паулу (2): 1972, 1974
- Серебряный призёр чемпионата штата Сан-Паулу (4): 1969, 1970, 1971, 1973

 «Атлетико Мадрид»
- Чемпион Испании: 1977
- Бронзовый призёр чемпионата Испании (2): 1976, 1979
- Обладатель Кубка Испании: 1976

 «Фламенго»
- Чемпион штата Рио-де-Жанейро: 1981

 «Португеза Деспортос»
- Серебряный призёр чемпионата штата Сан-Паулу: 1985

 «Коринтианс»
- Серебряный призёр чемпионата штата Сан-Паулу: 1987